# Barthelemy Boganda
Bartelemy Boganda (în franceză Barthélemy Boganda; n. 4 aprilie 1910, Bobangui⁠(d), Mambéré-Kadéï, Republica Centrafricană – d. 29 martie 1959, Bangui, Republica Centrafricană) a fost un important lider al mișcării pentru independența Republicii Centrafricane. El a ocupat funcția de prim-ministru al Republicii Centrafricane autonome în cadrul Comunității Franceze din 8 decembrie 1958 până la 29 martie 1959. Boganda a murit la 29 martie 1959.

## Biografie
Boganda a crescut într-o familie de țărani din grupul etnic mbaka, care își păstrau tradițiile religioase. În copilărie, mama sa a fost bătută de supraveghetorii companiei franceze Sangha-Ubangi în timpul recoltării cauciucului, ceea ce a dus la moartea ei. Tatăl său, un țăran sărac și vrăjitor de sat, a murit înainte ca Boganda să poată să-l cunoască. În decembrie 1921, băiatul a fost adoptat de către misiunea catolică Sfântul Paul din Bangui, ceea ce a dus la convertirea sa la creștinism.
Boganda a devenit primul preot catolic african în colonia franceză Ubangi-Shari, iar sprijinul bisericii catolice a jucat un rol important în victoria sa la alegerile din noiembrie 1946 pentru Adunarea Națională Franceză. Cu toate acestea, el a condamnat aspru politica autorităților coloniale și a bisericii catolice și a renunțat la statutul de preot.
În 1949, Boganda a fondat "Mișcarea pentru evoluția socială a Africii Negre" (MESAN), care a devenit cea mai importantă forță politică a țării timp de următoarele 30 de ani. MESAN a fost inițial o formațiune democratică și naționalistă, care a luptat pentru independența și unitatea națională a Republicii Centrafricane. 
Autoritatea lui Boganda în regiune era enormă; chiar și autoritățile coloniale franceze și-au dat seama că era inutil să i se opună. În 1953, autoritățile coloniale au încercat să îi diminueze activitatea prin numirea unui nou guvernator în Ubangi Shari, însă fără succes.
În 1956, Boganda a încheiat un acord cu oameni de afaceri francezi care i-au oferit sprijin financiar în schimbul prezenței europenilor pe listele electorale ale coloniei pentru alegerile municipale și teritoriale. Pe lângă activitatea sa politică, Boganda a militat și pentru unificarea Africii Centrale, având idei pan-africane similare cu cele ale lui Kwame Nkrumah. Între 1957 și 1958, acesta a lucrat pentru a forma o federație din Africa Ecuatorială Franceză, care ar fi inclus Republica Centrafricană, Ciad, Gabon și Congo Francez.
În cele din urmă, Boganda și-a dorit formarea "Statelor Unite ale Africii Latine", care ar fi inclus și alte țări din regiune. Cu toate acestea, ideea a eșuat la sfârșitul anului 1958. În calitate de lider politic, Boganda a fost autorul actualului drapel al Republicii Centrafricane și al versurilor imnului național al acesteia.
Printre rudele lui Boganda se numără David Dako, primul președinte al statului independent centrafrican și Elisabeth Domitien, prim-ministru al Republicii Centrafricane între 1975 și 1976. Boganda a murit într-un accident de avion cu doar opt zile înainte de ultimele alegeri din epoca colonială. În memoria sa, țara sărbătorește în fiecare an ziua de 29 martie ca zi de sărbătoare, iar Muzeul Național și principalul stadion din capitala RCA, Bangui, îi poartă numele.